# Renada Laura Portet
Renada Laura Calmon-Ouillet, coneguda pel nom de ploma Renada-Laura Portet, (Sant Pau de Fenollet, Occitània, 28 d'agost de 1927 – Elna, 5 de setembre de 2021) va ser una escriptora nord-catalana d'origen occità i una de les veus literàries més importants de Catalunya del Nord.

## Trajectòria
Va conrear els gèneres de poesia, narrativa breu, novel·la, drama, assaig i l'escrit científic o de recerca en temes com la lingüística, la toponímia o l'onomàstica. Era llicenciada en Lletres i Llengües romàniques a Montpeller.
Com a escriptora, va guanyar la Flor natural als Jocs Florals de la Ginesta d'Or de Perpinyà el 1976 per Poemes. El 1981 va rebre el premi Víctor Català pel recull de narracions breus Castell negre, que segons els coneixedors de la seva obra, és d'una gran qualitat. Posteriorment el premi va ser retirat, perquè Portet havia decidit publicar el llibre en una editorial francesa. Fou finalista del Premi Sant Jordi per la novel·la L'escletxa el 1983, i del Josep Pla per Rigau & Rigaud. Un pintor a la cort de la rosa gratacul el 2002. Fou guardonada amb el premi Ramon Juncosa de narracions curtes 2004, pel recull Una dona t'escriu. Va rebre la Creu de Sant Jordi el 2004,
Va publicar narracions i poemes a revistes locals i articles de recerca onomàstica catalana. Com a poeta, narradora o novel·lista, figura a set antologies universitàries dels Estats Units, Itàlia, França, Catalunya i Alemanya, com ara Moderne katalanische Erzahlungen / Contes catalans moderns (Bonn: Romanistischer Verlag, 1988). El cineasta-autor Robert Guisset ha fet una pel·lícula-retrat literari titulat Renada'Song dedicada a l'autora el 1991.
Amb motiu dels seus 90 anys, el Departament de Cultura de la Generalitat de Catalunya, l'Institut d'Estudis Catalans i la Institució de les Lletres Catalanes li van retre homenatge a la seva trajectòria literària i de compromís.
El 15 d'octubre de 2017 va rebre el guardó "Memorial Coll de Manrella" a la 39a Trobada Coll de Manrella.

## Obres

### Poesia
- Jocs de convit. Barcelona: Columna, 1990
- Una ombra anomenada oblit. Barcelona: Columna, 1992
- El cant de la sibil·la. Santes Creus (Aiguamúrcia): Fundació Roger de Belfort, 1994
- N'Hom. Vic : Emboscall, 2017 ISBN 978-84-16304-50-9

### Narrativa
- Castell negre. Perpinyà: Chiendent, 1981. Vic : Emboscall, 2017. ISBN 978-84-16304-54-7
- Lettera amorosa. Perpinyà: El Trabucaire, 1990
- Una dona t'escriu. (premi Ramon Juncosa de narracions curtes), Canet de Rosselló: ed. Trabucaire, 2005

### Novel·la
- L'escletxa. Barcelona: El Llamp, 1986
- El metro de Barcelona. Barcelona: El Llamp, 1988
- Memòries..... Barcelona: El Llamp, 1990
- Rigau & Rigaud: un pintor a la cort de la rosa gratacul. Barcelona: Destino, 2002
- El mirall de Duoda, comtessa de Barcelona, duquessa de Septimània. Montpeller: éditions de la Tour Gile (Université de Montpellier), 2003
- Duoda, comtessa de Barcelona. Barcelona: Rafael Dalmau Editor, Col·lecció Bofarull 13, 2008

### Assaig, investigació
- La sardana. Amics de la Sardana, 1982
- A la recerca d'una memòria: els noms de lloc del Rosselló. (premi Vila de Perpinyà). Perpinyà: CDDAC, 1981
- Toponímia rossellonesa. Perpinyà: Consell General del Po, 1985
- Els coronells de Perpinyà. Barcelona: Abadia de Montserrat, 1988

### Infantil
- La petita història de Perpinyà. (amb Meritxell Margarit i Torras). Barcelona: Mediterrània, 1995

### Teatre
- Guillem de Cabestany o el convidat imprevist. Perpinyà: CeDACC, 1995

Representat per Companyia Miríade, Perpinyà: Palau del Reis de Mallorca, 1995

### Obra escrita originalment en altres llengües
- La viole et l'or: Les amours véritables de Guillem de Cabestany, Perpinyà: Minuprint, 1996 [estudis literaris; francès]